# Andrzej Pęczalski
Andrzej Pęczalski (ur. w 1947 w Pińczowie, zm. 13 września 2013 w Kielcach) – polski artysta fotograf. Członek Okręgu Świętokrzyskiego Związku Polskich Artystów Fotografików, Członek Świętokrzyskiego Towarzystwa Fotograficznego. Przedstawiciel Kieleckiej Szkoły Krajobrazu. Wieloletni fotoreporter Słowa Ludu.

## Życiorys
Andrzej Pęczalski był absolwentem Studium Dziennikarskiego na Uniwersytecie Warszawskim. W latach 1968–1969 był współpracownikiem Rozgłośni Regionalnej Polskiego Radia w Kielcach. W 1970 roku podjął pracę fotoreportera w kieleckim dzienniku „Słowo Ludu”. W 1978 roku został przyjęty w poczet członków Związku Polskich Artystów Fotografików. W tym samym czasie podjął pracę twórczą w ramach działalności w Kieleckiej Szkole Krajobrazu oraz działalności „Grupy 10 x 10” przy Kieleckiej Delegaturze ZPAF (lata 1976–1978).
Szczególnym kierunkiem w twórczości Andrzeja Pęczalskiego była fotografia reportażowa małych miasteczek Kielecczyzny, fotografia architektoniczna, krajoznawcza, krajobrazowa oraz portret. Był autorem i współautorem wielu wystaw fotograficznych, indywidualnych i zbiorowych. Był uczestnikiem i laureatem wielu konkursów fotograficznych. Był członkiem Polskiego Towarzystwa Turystyczno-Krajoznawczego. Fotografie Andrzeja Pęczalskiego znajdują się w zbiorach Muzeum Historii Kielc.
Andrzej Pęczalski zmarł w 2013 roku, uroczystości pogrzebowe odbyły się w dniu 17 września 2013 roku, w kościele pod wezwaniem świętego Jana Ewangelisty w Pińczowie.

## Publikacje (albumy)
- Kielce
- Krajobrazy Ponidzia
- Architektura Ponidzia
- Ponidzie
- Kielecczyzna z lotu ptaka[12][13]
- Święty Krzyż
- Powiat Szydłowiecki w Fotografii[2]
- Ziemia Chmielnicka

Źródło